# 六フッ化クロム
六フッ化クロム(Chromium hexafluoride, CrF6)は、クロムとフッ素からなる仮説上の化合物である。かつては、-100℃で分解する黄色の不安定な固体であると考えられていたが、これは五フッ化クロムの誤同定であったことが明らかとなった。

## 成功しなかった合成の試み
CrF6は、温度400℃、圧力20Pa下で金属クロムを徹底的にフッ素化し、分解を防ぐために反応槽の外で急冷することにより合成されると考えられていた。
Cr + 3 F2 → CrF6
しかし、代わりに合成されたのは、五フッ化クロムであった。
2 Cr + 5 F2 → 2 CrF5
CrF6は、未だ合成されていない。